# Ralston Arena
Ralston Arena alternativt Ralston Sports and Event Center är en inomhusarena i den amerikanska staden Ralston i delstaten Nebraska. Den har en publikkapacitet på mellan 4 000 och 4 600 åskådare beroende på arrangemang. Inomhusarenan började byggas den 29 juni 2011 och öppnades den 19 oktober 2012 med en konsert med countryartisten Rodney Atkins. Inomhusarenan används primärt av ishockeylaget Omaha Lancers i United States Hockey League (USHL) och användes även av universitetet University of Nebraska Omahas idrottsförening Omaha Mavericks basketlag mellan 2012 och 2015, när de flyttades till den nybyggda arenan Baxter Arena.